# Neoregelia coriacea
Neoregelia coriacea är en gräsväxtart som först beskrevs av Franz Antoine, och fick sitt nu gällande namn av Lyman Bradford Smith. Neoregelia coriacea ingår i släktet Neoregelia och familjen Bromeliaceae. Inga underarter finns listade i Catalogue of Life.